# Norsko na letních olympijských hrách
Norsko na letních olympijských hrách startuje od roku 1900. Toto je přehled účastí, medailového zisku a vlajkonošů na dané sportovní události.

## Účast na Letních olympijských hrách
| Dějiště LOH            | LOH      | Vlajkonoš                               | Zlatá medaile | Stříbrná medaile | Bronzová medaile | Celkem |
| ---------------------- | -------- | --------------------------------------- | ------------- | ---------------- | ---------------- | ------ |
| 1900 Paříž             | LOH 1900 | nebyl                                   |               | 2                | 3                | 5      |
| 1904 St. Louis         | LOH 1904 | nebyl                                   | 2             |                  |                  | 2      |
| 1908 Londýn            | LOH 1908 | Oskar Bye                               | 2             | 3                | 3                | 8      |
| 1912 Stockholm         | LOH 1912 | nebyl                                   | 4             | 1                | 5                | 10     |
| 1920 Antverpy          | LOH 1920 | Helge Løvland                           | 13            | 10               | 9                | 32     |
| 1924 Paříž             | LOH 1924 | nebyl                                   | 5             | 2                | 3                | 10     |
| 1928 Amsterdam         | LOH 1928 | Kittil Askilt                           | 1             | 2                | 1                | 4      |
| 1932 Los Angeles       | LOH 1932 | Olav Sunde                              |               |                  |                  | 0      |
| 1936 Německo           | LOH 1936 | Otto Berg                               | 1             | 3                | 2                | 6      |
| 1948 Londýn            | LOH 1948 | Godtfred Holmvang                       | 1             | 3                | 3                | 7      |
| 1952 Helsinky          | LOH 1952 | Martin Stokken                          | 3             | 2                |                  | 5      |
| 1956 Melbourne         | LOH 1956 | Thor Thorvaldsen                        | 1             |                  | 2                | 3      |
| 1960 Řím               | LOH 1960 | Sverre Strandli                         | 1             |                  |                  | 1      |
| 1964 Tokio             | LOH 1964 | korunní princ Harald                    |               |                  |                  | 0      |
| 1968 Ciudad de México  | LOH 1968 | Berit Berthelsen                        | 1             | 1                |                  | 2      |
| 1972 Mnichov           | LOH 1972 | Harald Barlie                           | 2             | 1                | 1                | 4      |
| 1976 Montréal          | LOH 1976 | Leif Jensen                             | 1             | 1                |                  | 2      |
| 1980 Moskva            | 1980     |                                         |               |                  |                  | Ne     |
| 1984 Los Angeles       | LOH 1984 | Alf Hansen                              |               | 1                | 2                | 3      |
| 1988 Soul              | LOH 1988 | Grete Waitzová                          | 2             | 3                |                  | 5      |
| 1992 Barcelona         | LOH 1992 | Jorunn Horgen                           | 2             | 4                | 1                | 7      |
| 1996 Atlanta           | LOH 1996 | Linda Andersen                          | 2             | 2                | 3                | 7      |
| 2000 Sydney            | LOH 2000 | Vebjørn Rodal                           | 4             | 3                | 3                | 10     |
| 2004 Athény            | LOH 2004 | Harald Stenvaag                         | 5             |                  | 1                | 6      |
| 2008 Peking            | LOH 2008 | Ruth Kasirye                            | 3             | 5                | 1                | 9      |
| 2012 Londýn            | LOH 2012 | Mira Veras Larsen                       | 2             | 1                | 1                | 4      |
| 2016 Rio de Janeiro    | LOH 2016 | Ole Kristian Bryhn                      |               |                  | 4                | 4      |
| 2020 Tokio             | LOH 2020 | Anne Vilde Tuxenová Tomoe Zenimoto Hvas | 4             | 2                | 2                | 8      |
| 2024 Paříž             | LOH 2024 |                                         |               |                  |                  | x      |
| Celkem                 | 27       |                                         | 62            | 51               | 50               | 163    |
| Zdroj na Olympedia.org |          |                                         |               |                  |                  |        |